# Ларюшинці
Ларю́шинці (рос. Ларюшинцы) — присілок у складі Кірово-Чепецького району Кіровської області, Росія. Входить до складу Пасеговського сільського поселення.

## Населення
Населення становить 4 особи (2010).

## Історія
Присілок Рушмаки-ІІ існував на правому березі річки Шиям з 18 століття. У ньому була збудована каплиця Косми й Даміана. Поряд знаходилися присілок Лопужани, який був ліквідований 1974 року, та село Рушмаки-І (сучасне Трьохріч'є). За даними 1926 року присілок відносився до складу Вятської волості і мав населення 50 осіб.